# Panarthropoda
Panarthropoda är en tentativ klad inom djurriket, som skulle innehålla de nulevande djurstammarna leddjur (arthropoda), björndjur (tardigrada) och klomaskar (onychophora). De kända gamla panarthropodfossil (från kambrium till karbon) som man inte anser tillhör någon av de moderna stammarna klassificeras i det parafyletiska taxonet Lobopodia, som ibland utvidgas till att också omfatta även björndjur och klomaskar. Även Sialomorpha, ett bara 30 miljoner år gammalt släkte av mikroskopiskt små ryggradslösa djur som upptäckts i dominikansk bärnsten år 2019, räknas till panarthropoderna, även om släktets exakta placering är osäker. Det råder en samsyn om nära släktband mellan klomaskar och leddjur, men placeringen av björndjuren är mer kontroversiell. Vissa undersökningar tyder på att björndjur är närmare släkt med rundmaskar (nematoder). Alla undersökningar stöder alltså inte att Panarthropoda är monofyletisk, men flertalet gör det, inklusive neuroanatomiska, mitokondriella och paleontologiska undersökningar.
Några gemensamma karaktärsdrag för panarthropoder är att de har ben och klor, ett ventralt nervsystem, och en segmenterad kropp.

## Systematik
Ursprungligen ansågs panarthropoderna vara närmast släkt med ringmaskarna (annelida), och grupperades tillsammans med dessa i en grupp Articulata. Nyare undersökningar visar i stället att de tillsammans med rundmaskarna (nematoda) och några mindre grupper bildar en klad som kallas Ecdysozoa. Vissa undersökningar antyder till och med att björndjuren skulle vara närmare släkt med dessa andra grupper än med leddjur och klomaskar, vilket skulle göra panarthropoda till en polyfyletisk grupp.
Även bortsett från denna möjlighet och från de fossila grupperna lobophodia och Sialomorpha är den inre systematiken i gruppen panarthropoda oklar, därför att man inte har avgjort om leddjurens närmaste släktingar är björndjuren eller klomaskarna. (Däremot anses det uteslutet att det logiskt sett tänkbara tredje fylogenetiska alternativet skulle gälla, med björndjur och klomaskar som systerklader.) Detta öppnar för två möjliga kladogram:

### Alternativ 1
|           | Klomaskar (Onychophora)                                                         |
|           |                                                                                 |
| Tactopoda | \| \| Björndjur (Tardigrada) \| \| \| \| \| \| Leddjur (Arthropoda) \| \| \| \| |
|           | \| \| Björndjur (Tardigrada) \| \| \| \| \| \| Leddjur (Arthropoda) \| \| \| \| |
|           | Björndjur (Tardigrada)                                                          |
|           |                                                                                 |
|           | Leddjur (Arthropoda)                                                            |
|           |                                                                                 |

|  | Björndjur (Tardigrada) |
|  |                        |
|  | Leddjur (Arthropoda)   |
|  |                        |

### Alternativ 2
|  | Björndjur (Tardigrada)                                                           |
|  |                                                                                  |
|  | \| \| Klomaskar (Onychophora) \| \| \| \| \| \| Leddjur (Arthropoda) \| \| \| \| |
|  |                                                                                  |
|  | Klomaskar (Onychophora)                                                          |
|  |                                                                                  |
|  | Leddjur (Arthropoda)                                                             |
|  |                                                                                  |

|  | Klomaskar (Onychophora) |
|  |                         |
|  | Leddjur (Arthropoda)    |
|  |                         |

## Källförteckning
1. ↑  Telford, M. J (2008-04-27). ”The evolution of the Ecdysozoa”. Philosophical Transactions of the Royal Society B: Biological Sciences 363 (1496):  sid. 1529–1537. doi:10.1098/rstb.2007.2243. PMID 18192181.
2. ↑  Ortega-Hernández, Javier (2016). ”Making sense of 'lower' and 'upper' stem-group Euarthropoda, with comments on the strict use of the name Arthropoda von Siebold, 1848: Upper and lower stem-Euarthropoda”. Biological Reviews 91 (1):  sid. 255–273. doi:10.1111/brv.12168. ISSN 14647931. PMID 25528950.
3. ↑  Poinar, George; Nelson, Diane R. (2019). ”A new microinvertebrate with features of mites and tardigrades in Dominican amber” (på engelska). Invertebrate Biology 138 (4):  sid. e12265. doi:10.1111/ivb.12265. ISSN 1744-7410.
4. ↑  Giribet, Gonzalo; Edgecombe, Gregory D. (2017). ”Current Understanding of Ecdysozoa and its Internal Phylogenetic Relationships”. Integrative and Comparative Biology 57 (3):  sid. 455–466. doi:10.1093/icb/icx072. ISSN 1557-7023. PMID 28957525. http://nrs.harvard.edu/urn-3:HUL.InstRepos:34253786.
5. ↑  Laumer, Christopher E.; Fernández, Rosa; Lemer, Sarah; Combosch, David; Kocot, Kevin M.; Riesgo, Ana; Andrade, Sónia C. S.; Sterrer, Wolfgang;  et al. (2019-07-10). ”Revisiting metazoan phylogeny with genomic sampling of all phyla”. Proceedings of the Royal Society B: Biological Sciences 286 (1906):  sid. 20190831. doi:10.1098/rspb.2019.0831. PMID 31288696.
6. ↑  Smythe, Ashleigh B.; Holovachov, Oleksandr; Kocot, Kevin M. (2019). ”Improved phylogenomic sampling of free-living nematodes enhances resolution of higher-level nematode phylogeny”. BMC Evolutionary Biology 19 (1):  sid. 121. doi:10.1186/s12862-019-1444-x. ISSN 1471-2148. PMID 31195978.
7. ↑  Dunn, C. W.; Hejnol, A.; Matus, D. Q.; Pang, K.; Browne, W. E.; Smith, S. A.; Seaver, E.; Rouse, G. W.;  et al. (10 April 2008). ”Broad phylogenomic sampling improves resolution of the animal tree of life”. Nature 452 (7188):  sid. 745–749. doi:10.1038/nature06614. PMID 18322464.
8. ↑  Persson, Dennis K. (November 2012). ”Neuroanatomy of Halobiotus crispae (Eutardigrada: Hypsibiidae): Tardigrade brain structure supports the clade panarthropoda”. Journal of Morphology 273 (11):  sid. 1227–1245. doi:10.1002/jmor.20054. PMID 22806919.
9. ↑  Rota-Stabelli, O.; Kayal, E.; Gleeson, D.; Daub, J.; Boore, J.; Telford, M.; Pisani, D.; Blaxter, M.;  et al. (2010). ”Ecdysozoan mitogenomics: evidence for a common origin of the legged invertebrates, the Panarthropoda”. Genome Biology and Evolution 2:  sid. 425–440. doi:10.1093/gbe/evq030. PMID 20624745.
10. ↑  Smith, Martin R.; Ortega-Hernández, Javier (2014). ”Hallucigenia's onychophoran-like claws and the case for Tactopoda”. Nature 514 (7522):  sid. 363–366. doi:10.1038/nature13576. PMID 25132546. http://dro.dur.ac.uk/19108/1/19108.pdf.
11. ↑  Ou, Qiang (2012). ”Cambrian lobopodians and extant onychophorans provide new insights into early cephalization in Panarthropoda”. Nature Communications 3:  sid. 1261. doi:10.1038/ncomms2272. PMID 23232391.
12. 1 2  Gregory D. Edgecombe (2010). ”Arthropod phylogeny: An overview from the perspectives of morphology, molecular data and the fossil record”. Arthropod Structure & Development 39:  sid. 74-87. https://www.sciencedirect.com/science/article/pii/S1467803909000541?via%3Dihub.